# Езонвил е Берновил
Езонвил е Берновил (фр. Aisonville-et-Bernoville) насеље је и општина у североисточној Француској у региону Пикардија, у департману Ен (Пикардија) која припада префектури Вервен.
По подацима из 2011. године у општини је живело 283 становника, а густина насељености је износила 32,42 становника/km². Општина се простире на површини од 8,73 km². Налази се на средњој надморској висини од 166 метара (максималној 166 m, а минималној 108 m).

## Демографија
| 1962. | 1968. | 1975. | 1982. | 1990. | 1999. | 2011. |
| ----- | ----- | ----- | ----- | ----- | ----- | ----- |
| 298   | 343   | 300   | 251   | 216   | 291   | 283   |

График промене броја становника у току последњих година